# Dendrocygna viduata
La dendrocigna facciabianca (Dendrocygna viduata, Linnaeus, 1766), anche nota come anatra arborea facciabianca, anatra fischiante facciabianca o anatra fischiatrice facciabianca è una specie di anatra fischiante appartenente al genere Dendrocygna, originaria nell'Africa subsahariana e gran parte del Sud America.

## Descrizione

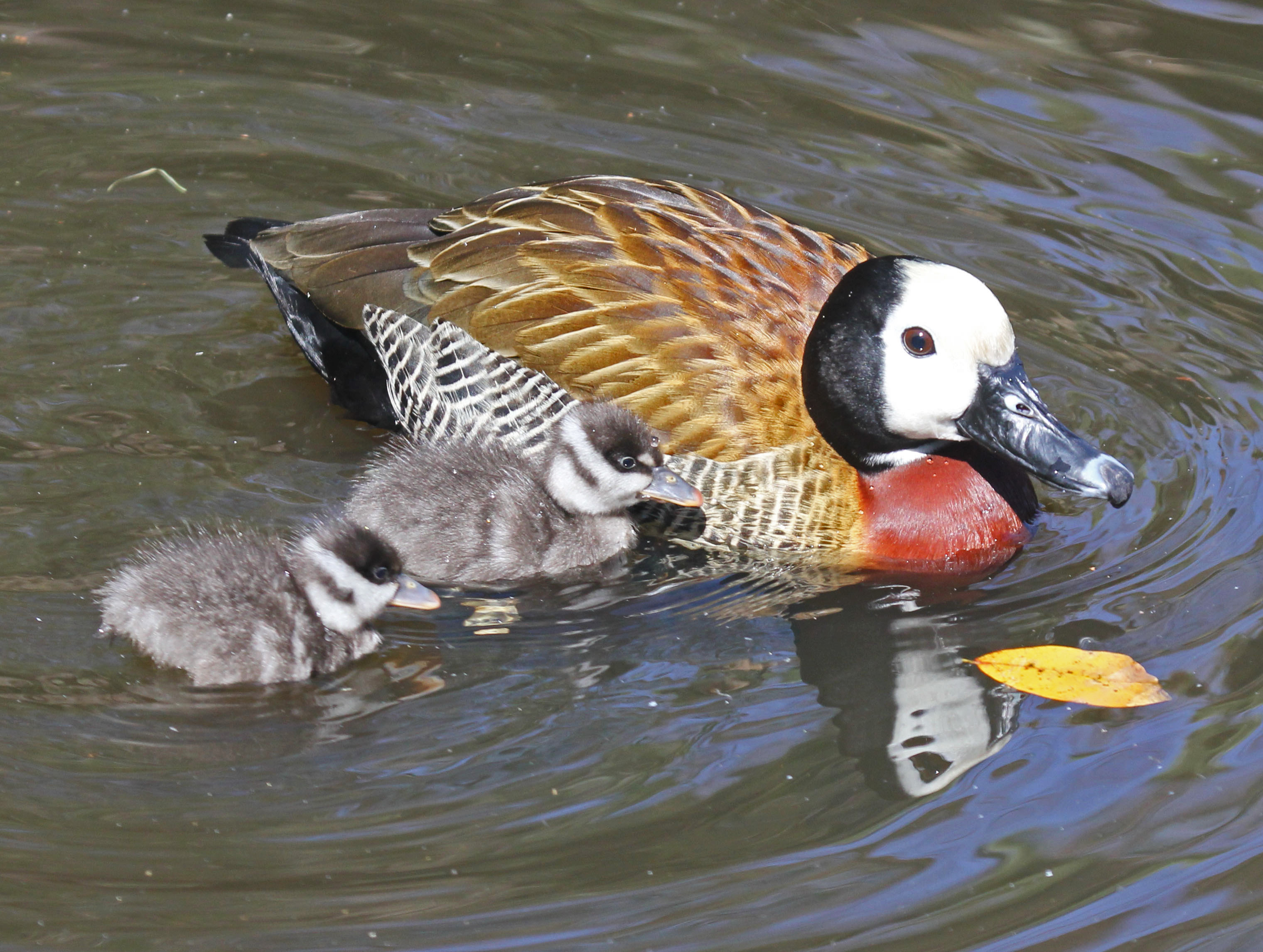
Madre con i pulcini

La dendrocigna facciabianca è un'anatra di lunghezza media, che può raggiungere i 45 cm (17,7 pollici), per un peso di 610 g (1,3 libbre). Questo uccello presenta un lungo becco grigio, una testa lunga e zampe allungate.
Il collo e la testa presentano un piumaggio nero, mentre la faccia è bianca, da cui prende il suo nome comune, sebbene la quantità di colore bianco visibile abbia variazioni regionali tra le specie.
Ad esempio, le dendrocigne facciabianca dell'Africa occidentale hanno una livrea più nera, dove le piogge sostituiscono la stagione secca. Il dorso e le ali vanno dal marrone scuro al nero, mentre il ventre è nero con una sottile striscia bianca sui fianchi. Il collo è color castagno. I maschi e le femmine hanno un piumaggio simile. I giovani hanno una livrea simile a quella degli adulti, ma la livrea della testa molto meno contrastata.

## Distribuzione e habitat

### Distribuzione
La specie è nativa di: Angola, Antigua e Barbuda, Argentina, Aruba, Barbados, Benin, Bolivia, Botswana, Brasile, Burkina Faso, Burundi, Camerun, Repubblica Centrafricana, Ciad, Colombia, Comore, Repubblica Democratica del Congo, Repubblica del Congo, Costa d'Avorio, Cuba, Dominica, Repubblica Dominicana, Guinea Equatoriale, Eritrea, Etiopia, Guiana Francese, Gabon, Gambia, Ghana, Guadalupa, Guinea, Guinea-Bissau, Guyana, Haiti, Kenya, Lesotho, Liberia, Madagascar, Malawi, Mali, Martinica, Mauritania, Mauritius, Mayotte, Montserrat, Mozambico, Namibia, Nicaragua, Niger, Nigeria, Paraguay, Perù, La Riunione, Ruanda, Saint Kitts e Nevis, Saint Lucia, Saint Vincent e Grenadines, Senegal, Sierra Leone, Somalia, Sudafrica, Sud Sudan, Sudan, Suriname, ESwatini, Tanzania, Togo, Trinidad e Tobago, Uganda, Uruguay, Venezuela, Zambia e Zimbabwe.
La specie risulta inoltre:
- possibilmente estinta in Costa Rica
- regionalmente estinta in Porto Rico
- accidentale in Cile, Panama, Seychelles e Spagna

### Habitat
La specie vive fino a 3.000 m s.l.m. È possibile trovarla in una grande varietà di zone umide d'acqua dolce, tra cui laghi, stagni, paludi, grandi fiumi, delta, pianure alluvionali, riserve idriche, impianto per il riciclaggio delle acque reflue (Africa) ed estuari.
La dendrocigna facciabianca è presente anche negli Stati Uniti, dove è fuggita da allevamenti privati, o è stata rilasciata deliberatamente, in Florida. Tuttavia, non ci sono prove che la popolazione ivi presente si riproduca e potrebbe persistere solo grazie ai continui rilasci o fughe da centri privati.

## Biologia

### Comportamento
La specie è soggetta a spostamenti locali imprevedibili, generalmente al di sotto dei 500 km, in relazione alla disponibilità di acqua e cibo.

### Alimentazione
La specie è generalmente gregaria e va alla ricerca di cibo in stormi che possono arrivare a comprendere fino a diverse migliaia di individui. Va alla ricerca di cibo principalmente la notte, anche se nel periodo invernale mangia anche durante il giorno.
Si ciba di erbe (es. Echinochloa spp.), semi acquatici (es. Nyphaea e Nymphoides spp.), riso, piante acquatiche (es. Potamogeton spp.). tuberi (specialmente nella stagione secca), invertebrati acquatici come molluschi, crostacei e insetti (specialmente nella stagione umida).

### Riproduzione
L'inizio del periodo riproduttivo coincide con l'inizio della stagione delle piogge nella regione.  Gli adulti sono soggetti a un periodo di muta (18 - 25 giorni) dopo la riproduzione, durante il quale risultano particolarmente vulnerabili e cercano riparo in zone ricche di vegetazione.
Il nido è costituito da una depressione o una piccola costruzione vegetale sull'acqua, a varie distanze dall'acqua, generalmente in zone ricche di vegetazione, sul terreno asciutto o in canneti. Occasionalmente nelle fessure degli alberi (Sud America). Nidifica da sola, i nidi sono a una distanza di oltre 75 m (Africa), o in piccoli gruppi.

### Malattie
La specie è suscettibile al botulismo e all'influenza aviaria.

## Conservazione
La specie è classificata come specie a rischio minimo nella Lista Rossa IUCN. La popolazione globale stimata è di circa 2,120,000-2,550,001 individui che corrisponde a circa 1,410,000-1,700,000 individui maturi.
Sebbene la caccia abbia diminuito di molto il loro numero nel XX secolo, oggi la dendrocigna facciabianca è una delle specie a cui si applica l'Accordo sulla conservazione degli uccelli acquatici migratori dell'Africa-Eurasia (AEWA).
La specie è cacciata per la carne e per il commercio in Malawi, mentre in Nigeria viene cacciata e poi venduta nei mercati di medicine tradizionali in Nigeria.

## Galleria d'immagini

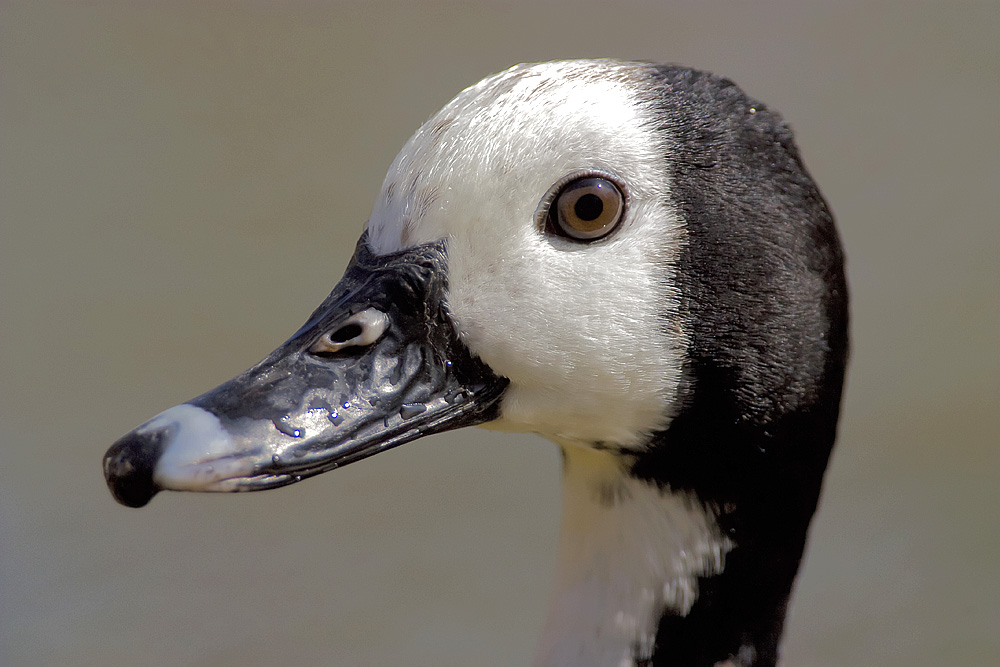
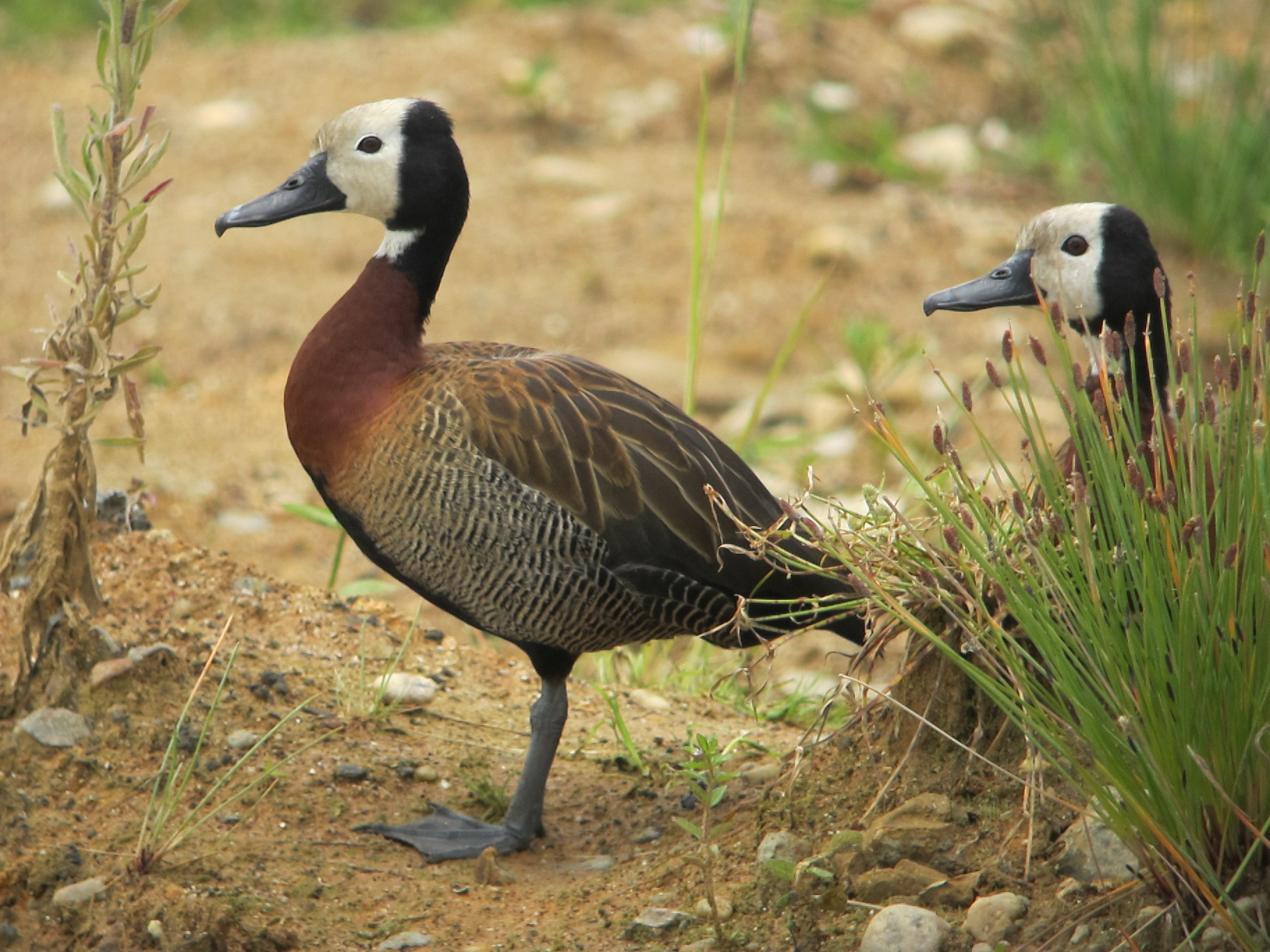
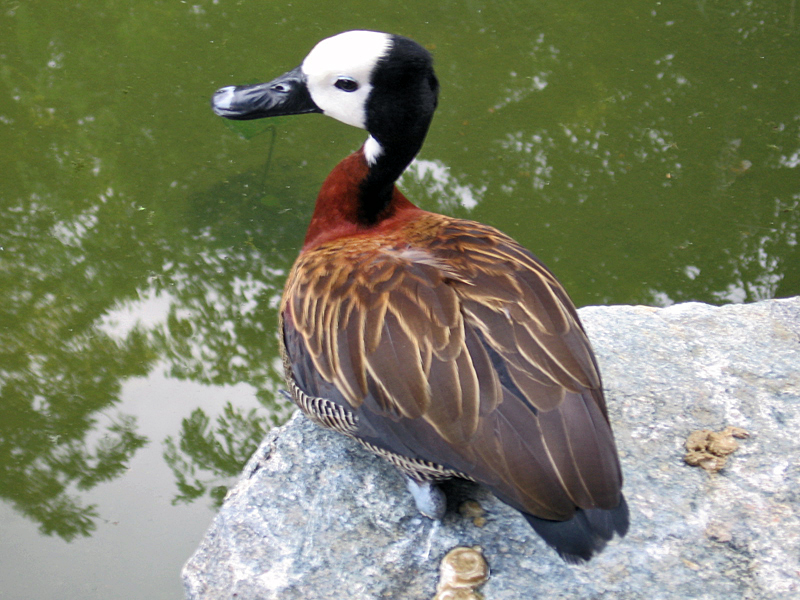
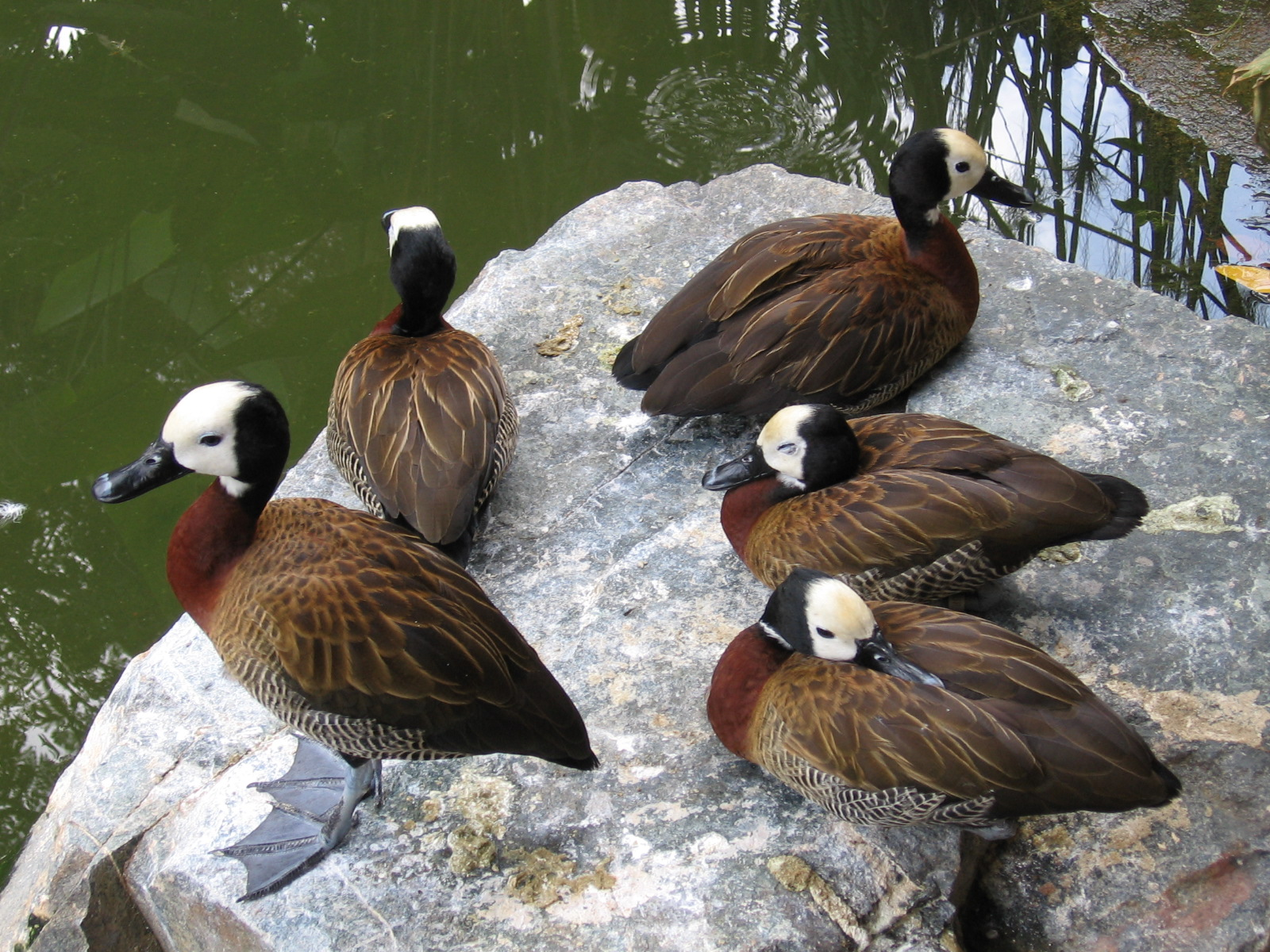
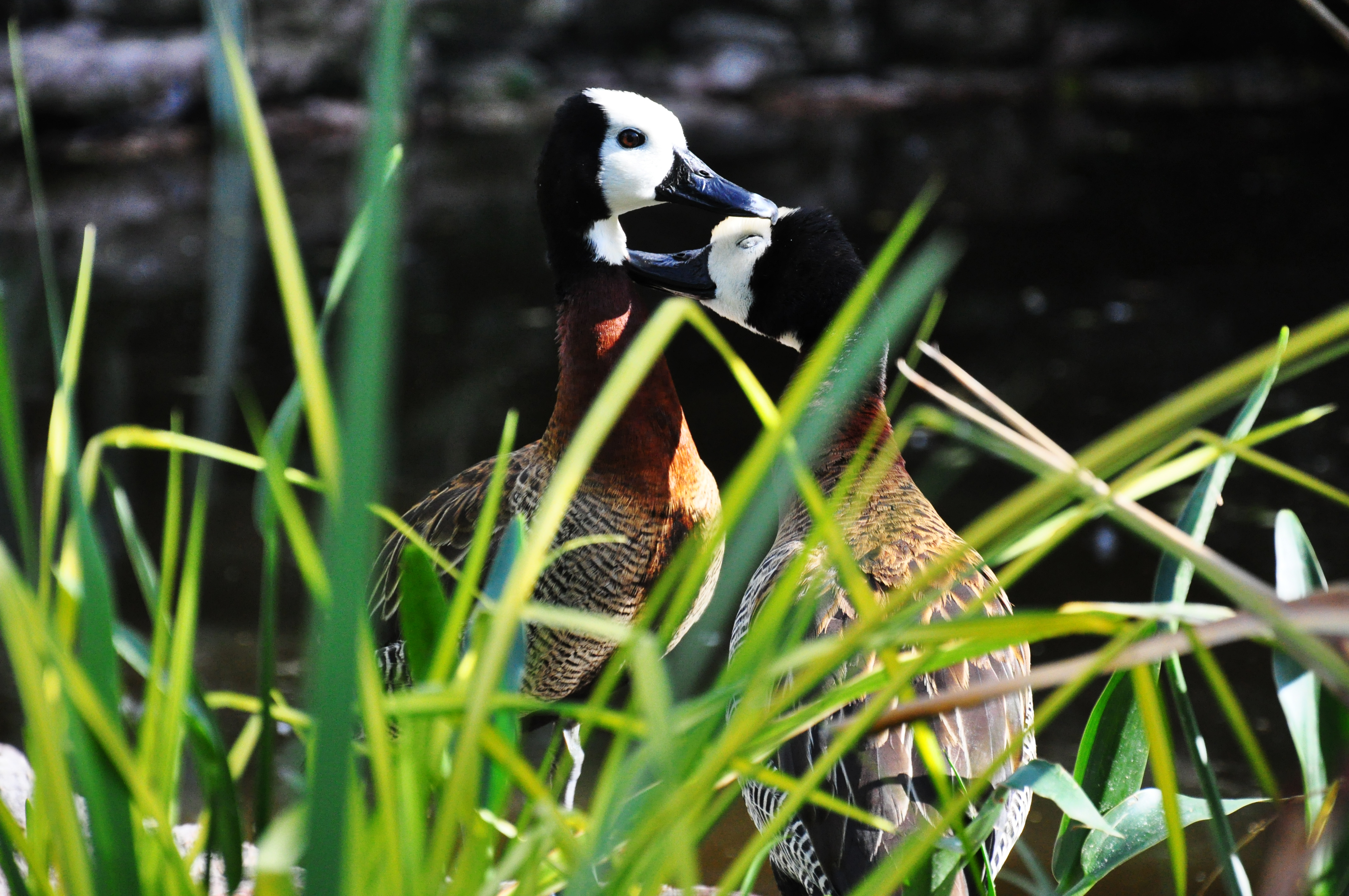
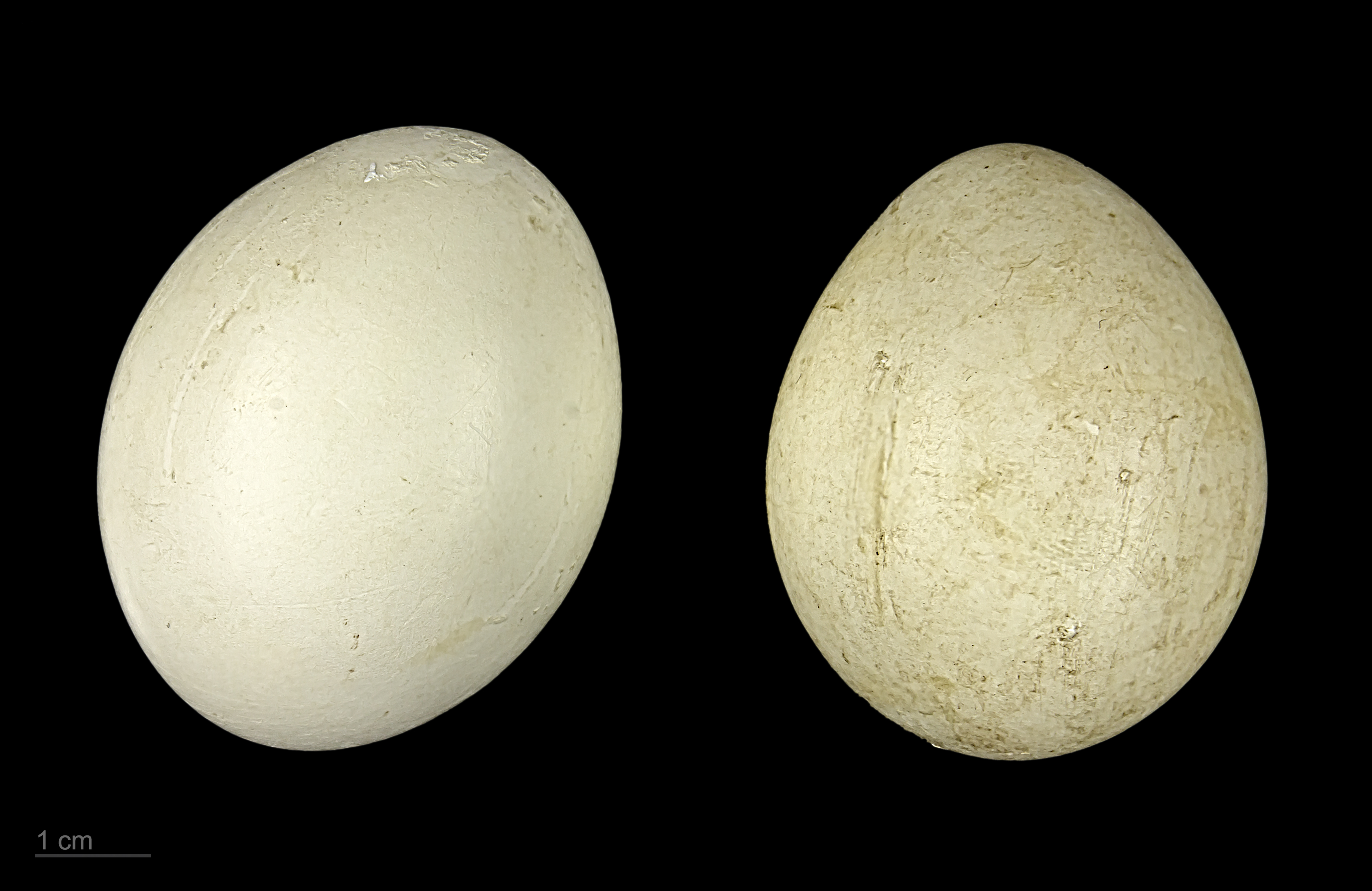
Uova